# عمر النعمة
عمر النعمة (1906-1983م) هو عالم دين من الموصل.

## ترجمته
هو عمر بن بشير بن محمد جرجيس بن محمد بن خلف بن حمزة بن محمد بن نعمة الله. الذي يرجع لقب العائلة اليه. ويتصل نسبه بابي بكر الصديق. ولد في مدينة الموصل عام 1906م درس القرآن الكريم على يد والده الشيخ بشير المتوفي عام 1923م واخذ علومه عن الشيخ داؤد الوضحة عام 1920 في مدرسة الحاج زكر، ولازم عمه الشيخ عبد الله النعمة في مدرسة حسن باشا عام 1930م واستمر في دراسته في المدرسة الدينية والثانوية بين عامي 1930-1937م، واخذ الإجازة عام 1942م على يد عمه الشيخ عبد الله النعمة، وأصبح عالماً من علماء مدينة الموصل، والتحق بدار المعلمين الابتدائية سنة 1356هـ. أخذ عليه العلم عدد كبير من الطلبة منهم: هاشم عبد السلام الظاهر وسيد دحام سيد داؤد وعبد القادر الدبوني، وعطية علي، وعبد الرحمن أحمد المحمود وعبد الهادي علي.
شغل الشيخ عمر النعمة وظائف عدة: عين معلماً في سنجار عام 1939م. عين خطيباً في جامع العباس عام 1940م ومعيداً في مدرسة الحجيات الوقفية عام 1942م ومدرساً في المتوسطة الدينية عام 1948م وإماماً لمسجد فضل الله عام 1953 وعضواً للمجلس العلمي في جامع النبي شيت عام 1969م ومدرساً في المعهد الإسلامي عام 1971م وإماماً وخطيباً وواعظاً في جامع اليقظة الإسلامية عام 1975م، وعضواً في مجلس الشعب المركزي لمدينة الموصل 1970م، ومحاضراً للدورة الدينية عام 1978م واحيل على التقاعد عام 1981م. انتخب عضواً في الهيئة الإدارية لجمعية الشبان المسلمين في الموصل عام 1952 وأصبح نائباً لرئيسها ثم رئيساً لها. وشارك في أعمال المؤتمر الإسلامي في بغداد عام 1975م وفي أعمال المؤتمر الإسلامي لتوحيد الأعياد الإسلامية في تركيا عام 1978م، وقدم مع عبد الرزاق البكري البرنامج الديني من تلفاز نينوى بين عامي 1971-1972م.

## مولفاته
له كتاب واحد مطبوع هو: إرشاد الأولاد إلى كيفية أداء الصلوات 1985. لكن له مؤلفات مخطوطة منها:
- تعاليم الإسلام في القرآن الكريم التي القاها في دروس الوعظ في رمضان من كل عام.
- الخطب المنبرية لخطب المجمع العصرية بين عامي 1359-1401هـ.
- الندوات التفسيرية لاربع سنوات، وتضم التفاسير التي اعدها وقدمها في البرنامج الديني من تلفاز الموصل.
- ندوات الاسئلة والاجوبة، وتتضمن الإجابة عن الاسئلة المشاهدين في البرنامج الديني آنف الذكر.
- أحاديث رمضان، اعدها وقدمها في رمضان من تلفاز الموصل.
- مالم يذع من الاجوبة والمحاضرات، من تلفاز الموصل.
- حديث الثلاثاء، يتضمن أحاديث نبوية مختارة.
- التحديث بالنعمة لمحمود الملاح وتعليق المترجم عليه.
- محاضرات في تفسير الفاتحة وأوائل سورة البقرة.
- مختصر تفسير لسور القرآن الكريم (الإسراء، الكهف، مريم، طه، الانبياء، الحج، المؤمنون، النور، الفرقان، الشعراء، النمل، القصص، العنكبوت، الروم، لقمان، السجدة، الأحزاب، سبأ، فاطر، وياسين، ص، الزمر).[1]

## رثاء
الشيخ عمر النعمة في معظم الاحتفالات المقامة داخل القطر في المناسبات الدينية والوطنية، ونشر عدة مقالات دينية واخلاقية في الصحف الموصلية مثل فتى العرب ونصير الحق. وقد رثاه الشيخ محمد علي الياس العدواني بقصيدة طويلة جاء فيها:
وينهي قصيدته قائلاً:-